# 安东尼·布朗
安东尼·勒约翰·布朗（英語：Anthony LeJohn Brown，1992年10月10日—），美国职业篮球运动员，现效力于Lakeland Magic。他大学时期曾代表斯坦福大学出战。

## 大学生涯
布朗在2010至2015赛季效力于斯坦福大学。在2012-13赛季，布朗因为臀部伤势而选择成为受伤红衫球员（即因伤缺席大部分比赛的球员可以申请多留队一年以上）。在他的红衫三年级赛季（即原来的四年级），布朗场均可以贡献12.3分和5个篮板球，且获得了当赛季太平洋十二校聯盟的最快进步球员奖项。在2014年2月15日对阵华盛顿州立大学的比赛中，布朗贡献了生涯最高的30分。在该赛季，布朗还带领球队打入了NCAA锦标赛的甜蜜十六强。终其大学生涯，布朗场均可以贡献10.8分、4.8个篮板球和1.6次助攻。
在2014年5月，布朗取得了他的斯坦福大学通讯学士学位。在他的红衫大四赛季，他取得了他的文学硕士学位。

## 职业生涯
2015年6月25日，布朗在2015年NBA选秀上以二轮总第34顺位被洛杉矶湖人队选中。7月9日，他与湖人队签约。